# San José Tzibalché
San José Tzibalché är en ort i Mexiko.   Den ligger i kommunen Chanal och delstaten Chiapas, i den sydöstra delen av landet, 800 km öster om huvudstaden Mexico City. San José Tzibalché ligger 2 178 meter över havet och antalet invånare är 132.
Terrängen runt San José Tzibalché är kuperad, och sluttar norrut. Runt San José Tzibalché är det ganska tätbefolkat, med 72 invånare per kvadratkilometer. Närmaste större samhälle är Teopisca, 19,0 km väster om San José Tzibalché. I omgivningarna runt San José Tzibalché växer i huvudsak städsegrön lövskog.